# Alain Cojean
Alain Cojean (né le 16 novembre 1961, en Bretagne) est un chef d'entreprise français, fondateur de la chaîne de restauration Cojean, dont il a été le président de 2000 à 2019, tout en étant investi dans des projets humanitaires.

## Biographie

### Création de la chaîne de restauration Cojean
En 2000, il monte une nouvelle entreprise de restauration, qui deviendra l'enseigne Cojean, et que les médias qualifient de "fast good".
En 2001, il ouvre à Paris près de la place de la Madeleine le premier restaurant de la chaîne de restauration rapide Cojean Suivront trente-cinq adresses à Paris et à Londres,,
L’entreprise a la réputation d’avoir « métamorphosé la façon de déjeuner vite à Paris ». La profession remarque rapidement ce nouveau venu, que l’on prend pour un "extraterrestre".
Cojean a souvent été copié : « Cojean a engendré des copies partout et on compte maintenant près de six mille établissements de ce type en France », précise Bernard Boutboul, le directeur de Gira Conseil dans un entretien avec le journal L’Indépendant.
En 2017, Alain Cojean cède l’entreprise mais en reste le président. Fidèle à sa conception de l’entreprise, il reverse la moitié du produit de la vente de ses parts aux cadres de l’entreprise et à sa nouvelle fondation, et permet à tous les directeurs des restaurants du groupe de devenir actionnaires.
En 2019, l’entreprise de restauration Cojean devient labellisée BCorp et Alain Cojean en quitte la présidence,.

### Projets philanthropiques

#### La fondation "nourrir aimer donner"
Alain Cojean défend l'idée que l’entreprise, outre la quête du gain, se doit d'être utile. Raison pour laquelle il fonde en 2011 la fondation « nourrir aimer donner » sous l’égide de la Fondation de France. Son financement est assuré par 10 % du résultat annuel de l’entreprise Cojean. « La fondation "nourrir aimer donner" a pour but de lutter contre la pauvreté et de contribuer au développement durable des communautés les plus démunies en travaillant notamment sur l’accès à l’eau et à la nourriture et d’une manière générale, de lutter contre toute forme d’injustice », précisent les statuts.
La fondation monte et accompagne des projets d’aide à l’insertion des plus démunis, notamment un centre de formation à la pâtisserie, pour des jeunes handicapés et sourds-muets à Calcutta, « Shuktara Cakes »,,, un autre centre de formation à la pâtisserie à Siem Reap, au Cambodge. 

## Ouvrages
2022 : Nourritures célestes, Mama Éditions  (ISBN 9782845944411) ,,